# لويس سميث (ممثل)
لويس سميث (بالإنجليزية: Lois Smith )‏ (و. 1930  م) هي ممثلة تلفزيونية، وممثلة أفلام، وممثلة مسرحية أمريكية، ولدت في توبيكا.

## التعليم
تعلمت في جامعة واشنطن، ومسرح لي ستراسبرغ ومعهد السينما ‏.

## جوائز وترشيحات
حصلت على جوائز منها:
- جائزة مكتب الدراما لأفضل ممثلة في مسرحية [الإنجليزية]‏ (2006)
- جائزة الجمعية الوطنية للنقاد السينمائيين لأفضل ممثلة مساعدة  [لغات أخرى]‏، عن عمل: خمس قطع سهلة (1970).

ترشحت لـ:
- جائزة مكتب الدراما لأفضل ممثلة في مسرحية [الإنجليزية]‏ (2006)
- جائزة نقابة ممثلي الشاشة عن الأداء المتميز من قبل الممثلين في السينما  [لغات أخرى]‏، عن عمل: كيف تصنع لحافًا أمريكيًا [الإنجليزية]‏ (1996)
- جائزة توني لأفضل ممثلة بارزة في مسرحية  [لغات أخرى]‏ (1996)
- جائزة توني لأفضل ممثلة بارزة في مسرحية  [لغات أخرى]‏ (1990)
- جائزة الجمعية الوطنية للنقاد السينمائيين لأفضل ممثلة مساعدة  [لغات أخرى]‏، عن عمل: خمس قطع سهلة (1970).

## وصلات خارجية
- لويس سميث على موقع IMDb (الإنجليزية)
- لويس سميث على موقع ألو سيني (الفرنسية)
- لويس سميث على موقع أول موفي (الإنجليزية)
- لويس سميث على موقع قاعدة بيانات برودواي على الإنترنت (الإنجليزية)
- لويس سميث على موقع قاعدة بيانات الأفلام السويدية (السويدية)
- لويس سميث على موقع إن إن دي بي (الإنجليزية)
- لويس سميث على موقع قاعدة بيانات الفيلم (الإنجليزية)
- لويس سميث على موقع كينوبويسك (الروسية)